# Globularia montiberica
Globularia montiberica là một loài thực vật có hoa trong họ Mã đề. Loài này được G.López mô tả khoa học đầu tiên năm 1980.